# Delmar (Maryland)
Delmar és una població dels Estats Units a l'estat de Maryland. Segons el cens del 2000 tenia 1.859 habitants.

## Demografia
Segons el cens del 2000, Delmar tenia 1.859 habitants, 729 habitatges, i 481 famílies. La densitat de població era de 543,8 habitants per km².
Dels 729 habitatges en un 38,7% hi vivien nens de menys de 18 anys, en un 35,3% hi vivien parelles casades, en un 24,6% dones solteres, i en un 34% no eren unitats familiars. En el 27,2% dels habitatges hi vivien persones soles el 9,9% de les quals corresponia a persones de 65 anys o més que vivien soles. El nombre mitjà de persones vivint en cada habitatge era de 2,55 i el nombre mitjà de persones que vivien en cada família era de 3,07.
Per edats la població es repartia de la següent manera: un 31,5% tenia menys de 18 anys, un 9,8% entre 18 i 24, un 30,1% entre 25 i 44, un 18,6% de 45 a 60 i un 10% 65 anys o més.
L'edat mediana era de 32 anys. Per cada 100 dones de 18 o més anys hi havia 75,5 homes.
La renda mediana per habitatge era de 28.462 $ i la renda mediana per família de 31.991 $. Els homes tenien una renda mediana de 29.643 $ mentre que les dones 20.885 $. La renda per capita de la població era de 13.821 $. Entorn del 16,9% de les famílies i el 16,9% de la població estaven per davall del llindar de pobresa.

## Poblacions més properes
El següent diagrama mostra les poblacions més properes.